# Christoph Studt
Christoph Studt (* 31. März 1958 in Damme) ist ein deutscher Historiker.

## Leben
Studt studierte von 1978 bis 1985 Geschichte, Kunstgeschichte und Politikwissenschaft an den Universitäten Münster und Bonn. Nach dem Magister 1985 war er wissenschaftlicher Mitarbeiter am Lehrstuhl von Klaus Hildebrand. 1990 wurde er bei Hildebrand mit der Dissertation Lothar Bucher (1817–1892). Ein politisches Leben zwischen Revolution und Staatsdienst zum Dr. phil. promoviert. Seit 2010 ist er wissenschaftlicher Mitarbeiter am Institut für Geschichtswissenschaft der Universität Bonn.
Er ist Mitglied der Theodor Fontane Gesellschaft, der Kempowski-Gesellschaft, der Forschungsgemeinschaft 20. Juli und des Verbandes der Historiker und Historikerinnen Deutschlands. Außerdem ist er im Wissenschaftlichen Beirat der Forschungsgemeinschaft und stellvertretender Stiftungsratsvorsitzender des Dorothee Fliess Fonds.

## Auszeichnungen
- 2015: Lehrpreis der Philosophischen Fakultät der Universität Bonn[2]
- 1999: Kulturpreis der Getreuen von Jever

## Schriften (Auswahl)
- Lothar Bucher (1817–1892). Ein politisches Leben zwischen Revolution und Staatsdienst (= Schriftenreihe der Historischen Kommission bei der Bayerischen Akademie der Wissenschaften. Bd. 47). Vandenhoeck und Ruprecht, Göttingen 1992, ISBN 3-525-35949-7.
- Das Bismarckbild der deutschen Öffentlichkeit (1898–1998) (= Friedrichsruher Beiträge. Bd. 6). Otto-von-Bismarck-Stiftung, Friedrichsruh 1999, ISBN 3-933418-05-4.
- (Hrsg.): Die Deutschen im 20. Jahrhundert. Ein historisches Lesebuch (= Beck’sche Reihe. Bd. 1292). Beck, München 1999, ISBN 3-406-42092-3.
- Das Dritte Reich in Daten (= Beck’sche Reihe. Bd. 1495). Beck, München 2002, ISBN 3-406-47635-X. (4. Auflage 1994).
- (Hrsg.): „Diener des Staates“ oder „Widerstand zwischen den Zeilen“? Die Rolle der Presse im „Dritten Reich“ (= Schriftenreihe der Forschungsgemeinschaft 20. Juli 1944 e. V. Bd. 8). Lit, Berlin u. a. 2007, ISBN 978-3-8258-9781-9.
- mit Joachim Scholtyseck (Hrsg.): Universitäten und Studenten im Dritten Reich. Bejahung, Anpassung, Widerstand (= Schriftenreihe der Forschungsgemeinschaft 20. Juli 1944 e. V. Bd. 9), Lit, Berlin u. a. 2008, ISBN 978-3-8258-9753-6.
- mit Manuel Becker, Holger Löttel (Hrsg.): Der militärische Widerstand gegen Hitler im Lichte neuer Kontroversen (= Schriftenreihe der Forschungsgemeinschaft 20. Juli 1944 e. V. Bd. 12). Lit, Berlin u. a. 2010, ISBN 978-3-8258-1768-8.